# Andrea Barzagli
Andrea Barzagli (Fiesole, 8 mei 1981) is een Italiaans voormalig voetballer die doorgaans centraal in de verdediging speelde. Barzagli maakte van 2004 tot en met 2017 deel uit van het Italiaans voetbalelftal, waarvoor hij 73 interlands speelde.

## Clubcarrière
Barzagli startte zijn professionele carrière bij de semi-professionele club Rondinella Calcio, waarmee hij tussen 1998 en 2002 speelde in de Serie C2. Voor 1998 doorliep hij bij Rondinella de jeugdopleiding. In zijn eerste seizoen, het seizoen 1998/99, speelde Barzagli 28 competitiewedstrijden in de Serie D; hij maakt één doelpunt. Rondinella promoveerde naar de Serie C, waar hij gedurende de jaargang 1999/00 tot 23 competitieduels (twee doelpunten) kwam. In de zomer van 2000 tekende Barzagli een contract op huurbasis bij AC Pistoiese, dat uitkwam op het tweede competitieniveau van Italië. Op 1 oktober 2000 speelde hij zijn eerste wedstrijd in dienst van Pistoiese en speelminuten in vier andere competitiewedstrijden van de eerste seizoenshelft volgden. Aan het einde van het kalenderjaar keerde Barzagli terug bij Rondinella. Met zijn terugkeer naar Rondinella keerde Barzagli ook terug naar het vierde competitieniveau van Italië, na enkele maanden in de Serie B in actie te zijn gekomen. Voorafgaand aan het seizoen 2001/02 vertrok hij naar Ascoli Calcio, een niveau hoger dan Rondinella; hij was een vaste waarde in het elftal van Ascoli gedurende het seizoen en dwong met de club promotie af naar de Serie B door als eerste in de competitie (Serie C1) te eindigen. In de volgende jaargang zat Barzagli veelvuldig op de reservebank en kwam hij in 18 van de 38 duels in de Serie B in actie. Hij maakt twee doelpunten, waarvan één het winnende doelpunt was: in de wedstrijd tegen AC Siena op 12 januari 2003 maakte hij zes minuten voor tijd het beslissende doelpunt (2–1 winst). Daar waar Ascoli in het voorgaande seizoen de competitie won, eindigde het nu in de middenmoot (twaalfde plaats). Desalniettemin ervoer hij interesse vanuit de Serie A, dat leidde tot een transfervrije overname van Barzagli in juli 2003 door Chievo Verona. Op 31 augustus 2003 speelde hij zijn eerste wedstrijd in de Serie A – tevens zijn debuutwedstrijd voor Chievo Verona – tegen Brescia (1–1 gelijkspel). Van de eerste acht competitiewedstrijden van het seizoen 2003/04 bekeek Barzagli er vijf vanaf de reservebank, maar vanaf de negende speelronde op 9 november 2003 miste hij geen enkel competitieduel meer. In zijn eerste seizoen op het hoogste competitieniveau speelde Barzagli in 29 wedstrijden, waarin hij driemaal trefzeker was. Niet eerder maakte hij in één seizoen zoveel doelpunten en ook in de volgende tien jaar zou hij niet meer zo vaak scoren. De laatste competitiewedstrijd van het seizoen op 16 mei 2004 (tegen Bologna, 2–1 overwinning) was Barzagli's laatste wedstrijd in dienst van Chievo Verona.

### US Palermo
Op 24 juli 2004 kwam een transfer van Barzagli naar US Palermo rond voor een bedrag van ruim tweeënhalf miljoen euro. Op 12 september 2004 maakte hij zijn debuut voor Palermo in de openingswedstrijd van de Serie A 2004/05 tegen AC Siena. Barzagli speelde de volledige wedstrijd, die met 1–0 werd gewonnen door een doelpunt van Luca Toni. In zijn eerste jaar bij Palermo was Barzagli vanaf de eerste wedstrijd een vaste waarde in de centrale verdediging, met slechts één gemiste competitiewedstrijd op een totaal van 38 speelrondes – hij was geschorst voor één duel na het krijgen van vier gele kaarten in verschillende wedstrijden. Naast dit duel miste Barzagli nog tien minuten in het duel tegen Reggina Calcio (1–0 verlies) op 6 januari 2005. Alleen doelman Matteo Guardalben miste minder speelminuten dan Barzagli (negentig); van alle spelers in de Serie A 2004/05 stond Barzagli in de lijst van spelers met meeste minuten speeltijd op de achtste positie. Palermo eindigde op de zesde plaats en kwalificeerde zich daarmee voor de UEFA Cup 2005/06. Barzagli speelde in dat toernooi zijn eerste wedstrijden op internationaal clubniveau en kwam voor Palermo achtmaal in actie in de UEFA Cup, waaronder de twee wedstrijden in de verloren achtste finale tegen FC Schalke 04. Op 9 maart 2006 won Palermo thuis met 1–0, maar een week later versloeg Schalke in Gelsenkirchen de club met 3–0. Ook in het competitieseizoen 2005/06 was Barzagli een vaste waarde in het elftal met speeltijd in 35 competitiewedstrijden (twee doelpunten). Op 12 februari 2006 maakte hij voor de tweede maal in zijn carrière een beslissend doelpunt in het met 0–1 gewonnen uitduel tegen Empoli FC. Barzagli schoot in de laatste minuut van de reguliere speeltijd raak. In het volgende seizoen van de UEFA Cup speelde Barzagli vijf van de zes wedstrijden van Palermo, dat de groepsfase niet overleefde. In de Serie A beleefde Palermo een succesvolle eerste seizoenshelft: driemaal stond het bovenaan het klassement en zakte hoogstens naar de derde plaats. Doordat de club tussen 11 februari en 22 april geen enkele wedstrijd wist te winnen, zakte het uiteindelijk naar de zesde plaats op de laatste speeldag in mei 2007. Barzagli miste twee wedstrijden. De jaargang 2007/08 was de laatste van Barzagli in dienst van Palermo. In de eerste 27 competitiewedstrijden miste hij geen minuut, maar in de rest van het seizoen miste hij geregeld een duel en speelde hij geen volledige wedstrijden meer. Barzagli kwam op 18 mei 2008 tegen AC Siena (2–2) voor het laatst in actie voor US Palermo. In vier seizoenen bij de club speelde hij in totaal 165 wedstrijden in alle competities – Serie A, Coppa Italia en UEFA Cup – waarin hij drie doelpunten maakte. Enkele van die wedstrijden speelde Barzagli als aanvoerder, nadat toenmalig aanvoerder Eugenio Corini in juni 2007 vertrok naar Torino FC.

### VfL Wolfsburg
In het voorjaar van 2008 leek Barzagli een transfer te maken naar ACF Fiorentina, de club uit zijn geboortestreek. Hij zou een contract tekenen voor vijf seizoenen met een besproken transferbedrag van tien miljoen euro. Hoewel de overstap afgerond leek, werden de zaakwaarnemer van Barzagli en de clubleiding van Fiorentina het niet geheel eens over het salaris. Barzagli zag af van een contract bij Fiorentina en tekende in juni 2008 daarentegen een verbintenis voor drie seizoenen bij VfL Wolfsburg. Ook Internazionale had interesse getoond in Barzagli, maar tot wezenlijke gesprekken kwam het niet. Met de overname was een bedrag van circa veertien miljoen euro gemoeid. Barzagli volgde met zijn overstap zijn landgenoot Cristian Zaccardo, die reeds was verkast naar Wolfsburg. Samen met de Portugees Ricardo Costa vormden zij een Zuid-Europese verdediging. Barzagli maakte op 16 augustus 2008 zijn debuut voor VfL Wolfsburg in de Bundesliga in de thuiswedstrijd tegen 1. FC Köln (2–1 winst). Barzagli, spelend met rugnummer 43, stond de gehele wedstrijd op het veld. Het was in Barzagli's eerste seizoen in Duitsland niet de enige keer dat hij een volledig competitieduel speelde: Barzagli miste geen seconde van de wedstrijden die Wolfsburg speelde (34 in totaal) en was daarmee de enige veldspeler in de Duitse competitie die dat presteerde. Zijn ploeggenoot Marcel Schäfer kwam met 22 gemiste minuten als enige in de buurt van Barzagli. In het seizoen 2009/10 was Wolfsburg actief in de UEFA Champions League; eind 2009 miste Barzagli de nodige wedstrijden, naast vier wedstrijden in de groepsfase van de Champions League ook zes competitieduels. Op 8 december 2009 speelde hij mee in de laatste groepswedstrijd, die met 1–3 werd verloren van Manchester United. In de Champions League was Wolfsburg uitgeschakeld, maar het stroomde wel door naar de Europa League. In april 2010 was Barzagli in beide duels van de verloren kwartfinale (over twee wedstrijden 1–3 tegen Fulham FC) actief. In de Bundesliga 2010/11 speelde Barzagli in de eerste seizoenshelft alle wedstrijden. Op 18 september 2010 gaf hij de assist op Edin Džeko, die in de thuiswedstrijd tegen Hannover 96 het tweede en beslissende doelpunt maakte (2–0). Barzagli speelde op 18 december tegen TSG 1899 Hoffenheim (2–2 gelijkspel) zijn laatste duel in dienst van VfL Wolfsburg; het was zijn 94ste officiële wedstrijd voor de club, met daarin één doelpunt. In de winterstop verliet hij de club.

### Juventus FC

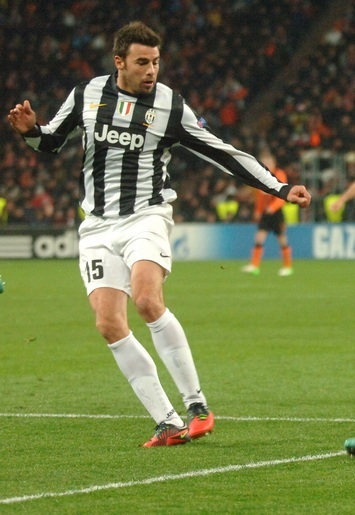
Barzagli in actie voor Juventus in de UEFA Champions League 2012/13

De Italiaanse topclub FC Internazionale Milano toonde in oktober 2010 interesse in Barzagli en zou overwegen hem in de winterstop terug te halen naar de Italiaanse competitie. Een rol speelde Barzagli's contract bij Wolfsburg, dat in juni 2011 afliep; wanneer hij niet in de winter zou vertrekken, zou Wolfsburg hem transfervrij moeten laten gaan en zo geen geld aan zijn vertrek kunnen verdienen. In januari 2010 had Genoa CFC ook haar interesse reeds getoond. In januari 2011 keerde Barzagli inderdaad terug naar de Serie A, maar niet bij Internazionale of Genoa: op 26 januari 2011 kwam de transfer naar topclub Juventus FC rond, dat ten tijde van de winterstop op de zesde plaats van de competitie stond. Hij tekende een verbintenis voor twee seizoenen. In de competitiewedstrijd op 2 februari 2011 tegen voormalig werkgever US Palermo maakte Barzagli zijn debuut voor Juventus in de centrale verdediging. Trainer Luigi Delneri positioneerde hem naast Giorgio Chiellini, met wie Barzagli nog jarenlang in de Juventus-verdediging zou spelen. In zijn tweede duel in dienst van Juventus, drie dagen later tegen Cagliari (1–3 overwinning), gaf Barzagli vijf minuten voor tijd een assist op Luca Toni, met wie hij reeds in Palermo had samengewerkt. Barzagli speelde in de rest van het competitieseizoen nog dertien wedstrijden, waarvan twaalf volledig. In het seizoen 2010/11 incasseerde de verdediging van Juventus 47 doelpunten in de 38 competitiewedstrijden. De verdediging liet dus te wensen over. Onder trainer Delneri bestond de vaste verdediging uit Chiellini, Barzagli en Leonardo Bonucci. Het volgende seizoen werd Delneri opgevolgd door Antonio Conte. Hij verving geen van de drie verdedigers, maar positioneerde ze alle drie naast elkaar – en verhoogde het aantal centrale verdedigers dus van twee naar drie. In dit zogeheten 3-5-2-systeem bestond het elftal van Juventus nu uit deze drie verdedigers, vijf middenvelders en twee aanvallers. Het werkte: in 38 wedstrijden in de Serie A 2011/12 werd nu twintigmaal een tegendoelpunt geïncasseerd. Dit systeem namen Bonucci en Chiellini mee naar het nationaal elftal, waar de bondscoach het systeem van Conte overnam en daarbij Barzagli verving door Daniele De Rossi. In deze jaargang nam Juventus niet deel aan een Europese competitie door de zevende plaats in het voorgaande seizoen; wel werd de club voor het eerst sinds 2003 landskampioen. Barzagli kwam gedurende het seizoen 2011/12 in 35 competitieduels in actie en miste alleen drie wedstrijden in maart 2012 door een blessure. In de laatste wedstrijd van het seizoen, een 3–1 overwinning op Atalanta Bergamo op 13 mei 2012, had Barzagli zijn basisplaats aan Bonucci afgestaan; vier minuten voor tijd kwam hij in het veld ter vervanging van Chiellini en in de eerste minuut van de blessuretijd maakte hij zijn eerste doelpunt voor Juventus – een benutte strafschop. Na afloop van het seizoen 2011/12 werd Barzagli opgenomen in het Serie A-elftal van het jaar, samen met ploeggenoten Gianluigi Buffon, Claudio Marchisio en Andrea Pirlo. Op 15 mei 2012 verlengde hij zijn contract bij Juventus tot en met het seizoen 2014/15.
Juventus nam in het seizoen 2012/13 voor het eerst sinds 2010 weer deel aan de UEFA Champions League en kende tot aan de kwartfinale een succesvol toernooi, met onder andere een 4–0 zege op FC Nordsjaelland en een 3–0 overwinning op Chelsea FC; de achtste finale werd in een tweeluik met 5–0 gewonnen van Celtic FC uit Schotland. In april 2013 was Bayern München in de kwartfinale met tweemaal 2–0 te sterk voor Juventus. Barzagli speelde mee in negen van de tien wedstrijden van Juventus. In de Serie A werd Juventus voor de tweede maal op rij landskampioen en incasseerde het in de 38 wedstrijden opnieuw relatief weinig tegendoelpunten, met dezelfde verdediging (Bonucci, Chiellini en Barzagli) die trainer Conte een jaar eerder had ingevoerd. Naast de landstitel won Barzagli met Juventus nog één prijs in het seizoen 2012/13, de Supercoppa 2012. SSC Napoli werd met 4–2 verslagen na verlenging. In januari 2013 werd Barzagli bij de Oscar del Calcio – het Italiaanse voetbalgala van de spelersbond – verkozen tot beste centrale verdediger van de Serie A, samen met Thiago Silva, op dat moment actief voor AC Milan. Juventus won zes van de dertien categorieën.
Door een kuitblessure miste Barzagli in het seizoen 2013/14 de nodige wedstrijden, zowel in de Serie A als in het Europees voetbal. Hij speelde mee in vier van de zes groepswedstrijden van Juventus in de UEFA Champions League 2013/14, waaronder de laatste tegen Galatasaray SK op 12 november 2013, die met 1–0 werd verloren. Juventus was daardoor uitgeschakeld in de Champions League, maar kwalificeerde zich voor de tweede ronde in de Europa League. Door zijn blessureleed ontbrak Barzagli in de rest van het Europese seizoen van Juventus, dat de halve finale als eindpunt had (2–1 verlies van SL Benfica). Juventus won opnieuw de landstitel en de Supercoppa. In de competitie bereikte de club een recordaantal van 102 punten. De verdediging van het elftal was voor de tweede keer de beste in heel Europa. Barzagli onderging na afloop van het wereldkampioenschap voetbal op 1 juli 2014 een operatie in Finland aan zijn rechtervoet en was daardoor voor drie maanden uitgeschakeld. Hij miste daardoor de start van het seizoen 2014/15. Uiteindelijk zou Barzagli acht maanden later voor het eerst weer een wedstrijd in het elftal van Juventus spelen: onder de nieuwe trainer, Massimiliano Allegri, viel hij in de 86ste minuut van de thuiswedstrijd tegen US Sassuolo op 9 maart in voor Carlos Tévez. Paul Pogba had vier minuten eerder het enige doelpunt van de wedstrijd gemaakt. Een week later stond Barzagli weer in het basiselftal van Juventus. Op 2 mei 2015 werd het uitduel tegen UC Sampdoria met 0–1 gewonnen, waardoor Barzagli met Juventus voor de vierde maal op rij landskampioen werd. Twee weken later speelde hij mee in de gewonnen bekerfinale tegen SS Lazio (1–2 winst na verlenging). In de UEFA Champions League 2014/15 miste Barzagli vanaf de terugwedstrijd in de achtste finale tegen Borussia Dortmund (0–3 winst) geen wedstrijd meer; hij leek de kwartfinale tegen AS Monaco te moeten missen door een spierblessure, maar was voldoende hersteld om toch in actie te komen. In de halve finale werd Real Madrid met 3–2 verslagen, met voor Barzagli een rol als invaller. In aanloop naar de finale op 6 juni 2015 kampte trainer Allegri met meerdere blessuregevallen in de verdediging van Juventus. Giorgio Chiellini, Barzagli's vaste mede-verdediger, haakte geblesseerd af en Martín Cáceres was ook niet inzetbaar. Door een dijbeenblessure leek Barzagli wederom niet fit genoeg voor de finale – Allegri zou in zijn plaats Angelo Ogbonna opstellen – maar opnieuw was hij voldoende fit voor een basisplaats. Barzagli speelde ter vervanging van Chiellini in een viermansverdediging met Bonucci centraal en Stephan Lichtsteiner en Patrice Evra als vleugelverdedigers. Juventus verloor de finale in het Olympiastadion van FC Barcelona met 1–3.
In de zomer van 2019 stopte Barzagli als speler, om vervolgens assistent-trainer bij Juventus te worden.

## Clubstatistieken
| Seizoen         | Club            | Competitie      | Competitie | Competitie | Beker | Beker | Internationaal | Internationaal | Totaal | Totaal |
| Seizoen         | Club            | Competitie      | Wed.       | Dlp.       | Wed.  | Dlp.  | Wed.           | Dlp.           | Wed.   | Dlp.   |
| --------------- | --------------- | --------------- | ---------- | ---------- | ----- | ----- | -------------- | -------------- | ------ | ------ |
| 2001/02         | Ascoli          | Serie C1        | 28         | 1          | 0     | 0     | –              | –              | 28     | 1      |
| 2002/03         | Ascoli          | Serie B         | 18         | 2          | 0     | 0     | –              | –              | 18     | 2      |
| Club totaal     | Club totaal     | Club totaal     | 46         | 3          | 0     | 0     | 0              | 0              | 46     | 3      |
| 2003/04         | Chievo Verona   | Serie A         | 29         | 3          | 1     | 0     | –              | –              | 30     | 3      |
| Club totaal     | Club totaal     | Club totaal     | 29         | 3          | 1     | 0     | 0              | 0              | 30     | 3      |
| 2004/05         | US Palermo      | Serie A         | 37         | 0          | 3     | 0     | –              | –              | 40     | 0      |
| 2005/06         | US Palermo      | Serie A         | 35         | 2          | 4     | 0     | 8              | 0              | 47     | 2      |
| 2006/07         | US Palermo      | Serie A         | 36         | 1          | 1     | 0     | 5              | 0              | 42     | 1      |
| 2007/08         | US Palermo      | Serie A         | 34         | 0          | 0     | 0     | 2              | 0              | 36     | 0      |
| Club totaal     | Club totaal     | Club totaal     | 142        | 3          | 8     | 0     | 15             | 0              | 165    | 3      |
| 2008/09         | VfL Wolfsburg   | Bundesliga      | 34         | 0          | 3     | 0     | 8              | 0              | 45     | 0      |
| 2009/10         | VfL Wolfsburg   | Bundesliga      | 24         | 1          | 2     | 0     | 5              | 0              | 31     | 1      |
| 2010/11         | VfL Wolfsburg   | Bundesliga      | 17         | 0          | 1     | 0     | –              | –              | 18     | 0      |
| Club totaal     | Club totaal     | Club totaal     | 75         | 1          | 6     | 0     | 13             | 0              | 94     | 1      |
| 2010/11         | Juventus        | Serie A         | 15         | 0          | 0     | 0     | –              | –              | 15     | 0      |
| 2011/12         | Juventus        | Serie A         | 35         | 1          | 4     | 0     | –              | –              | 39     | 1      |
| 2012/13         | Juventus        | Serie A         | 34         | 0          | 4     | 0     | 6              | 0              | 44     | 0      |
| 2013/14         | Juventus        | Serie A         | 26         | 0          | 1     | 0     | 5              | 0              | 32     | 0      |
| 2014/15         | Juventus        | Serie A         | 10         | 0          | 1     | 0     | 6              | 0              | 17     | 0      |
| 2015/16         | Juventus        | Serie A         | 31         | 1          | 3     | 0     | 8              | 0              | 42     | 1      |
| 2016/17         | Juventus        | Serie A         | 23         | 0          | 5     | 0     | 11             | 0              | 39     | 0      |
| 2017/18         | Juventus        | Serie A         | 25         | 0          | 4     | 0     | 8              | 0              | 37     | 0      |
| 2018/19         | Juventus        | Serie A         | 7          | 0          | 0     | 0     | 3              | 0              | 10     | 0      |
| Club totaal     | Club totaal     | Club totaal     | 206        | 2          | 21    | 0     | 50             | 0              | 281    | 2      |
| Carrière totaal | Carrière totaal | Carrière totaal | 498        | 12         | 36    | 0     | 78             | 0              | 612    | 12     |

De semi-professionele periode bij Rondinella en Pistoiese is buiten beschouwing gelaten.

## Interlandcarrière

### Italië –21 en –23
Barzagli maakte op 10 oktober 2003 zijn debuut in het Italiaans voetbalelftal onder 21, waarmee hij in mei en juni 2004 deelnam aan het Europees kampioenschap voetbal onder 21 in Duitsland. Italië eindigde als eerste in groep A en versloeg in de halve finale Portugal –21 met 3–1. Barzagli speelde de volledige finale, die met 3–0 werd gewonnen van het jeugdelftal van Servië en Montenegro. In 2003 en 2004 speelde hij in totaal vijftien interlands in het Italiaans elftal onder 21. In augustus 2004 nam Barzagli onder bondscoach Claudio Gentile met het Italiaans olympisch voetbalelftal deel aan het mannenvoetbaltoernooi op de Olympische Spelen van 2004 in Athene. In een groep met Paraguay, Japan en Ghana bereikten Italië en Paraguay de volgende ronde, waarin Barzagli met zijn land na verlenging het elftal van Mali versloeg (0–1). In de halve finale werd Italië met 0–3 verslagen door Argentinië, waarna op 27 augustus de bronzen medaille werd gewonnen na een 1–0 zege op Irak. Op de Spelen speelde Barzagli reeds samen met Giorgio Chiellini en Andrea Pirlo, met wie hij later zou samenwerken bij Juventus.

### Italië

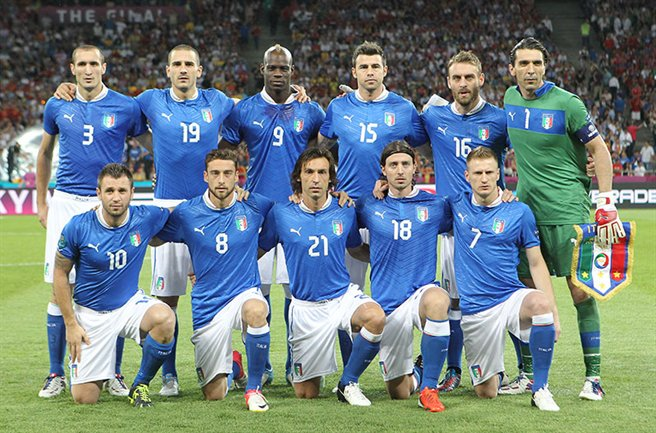
Het elftal van Italië voor de EK-finale in 2012, met Barzagli (15) geflankeerd door Mario Balotelli (9) en Daniele De Rossi (16)

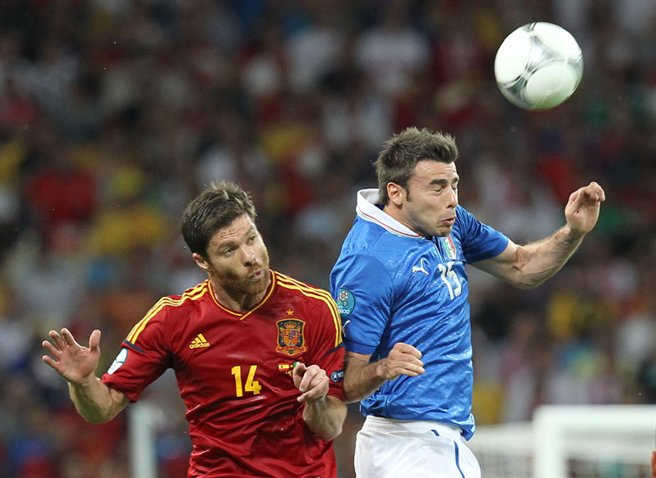
Barzagli in duel met Xabi Alonso (14) tijdens de EK-finale in 2012

In 2004 speelde Barzagli op drie verschillende niveaus voor Italië. Op 17 november 2004 maakte hij zijn debuut in het Italiaans voetbalelftal, het hoogste niveau, in een vriendschappelijke interland tegen Finland (1–0 winst). Bondscoach Marcello Lippi liet naast Barzagli nog vijf anderen debuteren, waaronder zijn toenmalige ploeggenoot bij Palermo Cristian Zaccardo. Italië won door een doelpunt van Fabrizio Miccoli. Barzagli speelde één wedstrijd in het kwalificatietoernooi voor het wereldkampioenschap voetbal 2006, het duel op 7 september 2005 in en tegen Wit-Rusland (1–4 winst). Hij verving vijf minuten voor tijd Mauro Camoranesi. Barzagli werd in mei 2006 opgenomen in de selectie van Italië voor het wereldkampioenschap in Duitsland en speelde mee in de achtste finale tegen Australië (0–1 overwinning) en speelde de volledige kwartfinale tegen Oekraïne op 30 juni, die met 3–0 werd gewonnen. Italië bereikte de finale na Duitsland in de halve finale te hebben verslagen. In de finale kwam Barzagli niet in actie. Het Italiaans elftal won de finale van Frankrijk na strafschoppen.
Onder de nieuwe bondscoach, Roberto Donadoni, maakte Barzagli deel uit van de vaste verdediging van Italië, met aanvoerder Fabio Cannavaro als meest ervaren international in de defensie. Barzagli speelde in zeven interlands in het kwalificatietoernooi voor het Europees kampioenschap voetbal 2008, waaronder de beslissende uitzege tegen Schotland (1–2) op 17 november 2007. Italië plaatste zich voor het EK en bondscoach Donadoni nam Barzagli in mei 2008 op in de Italiaanse selectie voor het toernooi. Hij startte in de voorbereidende oefenwedstrijd tegen België (3–1 winst) in de basis en begon ook in de eerste groepswedstrijd van het Europees kampioenschap op 9 juni 2008. Het duel tegen Nederland werd met 0–3 verloren, door doelpunten van Ruud van Nistelrooij, Wesley Sneijder en Giovanni van Bronckhorst. Het centrale verdedigingsduo – Barzagli en Materazzi – werd na afloop van de wedstrijd bekritiseerd door Italiaanse media. In de volgende twee groepswedstrijden werden Barzagli en Materazzi vervangen door Fabio Grosso en Giorgio Chiellini. Na afloop van de groepsfase liep Barzagli tijdens een training een blessure aan zijn meniscus op, waardoor hij de verloren kwartfinale tegen de latere kampioen Spanje miste. Barzagli speelde onder de nieuwe bondscoach, Marcello Lippi, nog tweemaal een wedstrijd in het Italiaans elftal in 2008 – een oefenduel tegen Oostenrijk in augustus en een WK-kwalificatiewedstrijd tegen Cyprus in september – maar werd daarna ruim drie jaar lang niet opgeroepen voor het nationaal elftal van Italië. Hoewel Barzagli in het volgende competitieseizoen (2008/09) landskampioen werd met VfL Wolfsburg, werd hij niet opgenomen in de selecties voor de FIFA Confederations Cup 2009 en het wereldkampioenschap voetbal 2010.
Cesare Prandelli, die na het WK 2010 werd aangesteld als nieuwe bondscoach van Italië, nam Barzagli – inmiddels een basisspeler in het elftal van Juventus – in oktober 2011 weer op in de nationale selectie voor twee interlands in het kwalificatietoernooi voor het volgende Europees kampioenschap. In de eerste wedstrijd, in en tegen Servië (1–1), werd Barzagli in het basiselftal opgesteld met vijf ploeggenoten van Juventus, waaronder mede-verdedigers Chiellini en Bonucci en doelman Buffon. In november 2011 miste Barzagli twee vriendschappelijke interlands door een blessure, maar op 29 februari 2012 keerde hij terug en speelde hij de volledige oefenwedstrijd tegen de Verenigde Staten, die met 0–1 werd verloren door een doelpunt van Clint Dempsey. Op 29 mei 2012 nam Prandelli hem op in de 23-koppige selectie voor het Europees kampioenschap voetbal 2012 in Polen en Oekraïne. Barzagli miste de eerste twee groepswedstrijden van het toernooi door een kuitblessure, opgelopen in de laatste week voor de eerste wedstrijd tegen titelverdediger Spanje, maar werd door Prandelli ondanks zijn blessure bij de selectie gehouden. Davide Astori werd als eventuele vervanger opgeroepen, maar Barzagli herstelde voldoende om in het afsluitende groepsduel weer voldoende fit te zijn. Naast clubgenoot Bonucci speelde Barzagli de drie knock-outwedstrijden volledig, waaronder de finale, die met 0–4 werd verloren van Spanje. Na het EK behield hij zijn plek in het basiselftal en speelde mee in zes WK-kwalificatiewedstrijden in 2012 en 2013. Ook werd Barzagli opgenomen in de selectie voor de FIFA Confederations Cup 2013 in Brazilië, waar hij in drie wedstrijden in actie kwam. Italië verloor in de halve finale na strafschoppen van Spanje, waarna in de troostfinale Uruguay werd verslagen, wederom in een strafschoppenserie.
In juni 2014 werd Barzagli opgenomen in de selectie van Italië voor zijn eerste wereldkampioenschap voetbal. Hij speelde mee in de drie groepswedstrijden, met het afsluitende groepsduel tegen Uruguay (1–0 verlies) op 24 juni 2014 als Barzagli's vijftigste interland. Na het eerdere verlies tegen Costa Rica was Italië daarmee uitgeschakeld voor de knock-outfase.
Op 23 mei 2016 werd hij opgenomen in de selectie voor het Europees kampioenschap voetbal 2016 in Frankrijk. Italië werd in de kwartfinale na strafschoppen uitgeschakeld door Duitsland. Barzagli speelde alle wedstrijden.
| Interlands van Andrea Barzagli voor Italië | Interlands van Andrea Barzagli voor Italië | Interlands van Andrea Barzagli voor Italië | Interlands van Andrea Barzagli voor Italië | Interlands van Andrea Barzagli voor Italië | Interlands van Andrea Barzagli voor Italië | Interlands van Andrea Barzagli voor Italië |
| №                                          | Datum                                      | Wedstrijd                                  | Uitslag                                    | Soort wedstrijd                            | Doelpunten                                 |                                            |
| Als speler bij US Palermo                  | Als speler bij US Palermo                  | Als speler bij US Palermo                  | Als speler bij US Palermo                  | Als speler bij US Palermo                  | Als speler bij US Palermo                  | Als speler bij US Palermo                  |
| ------------------------------------------ | ------------------------------------------ | ------------------------------------------ | ------------------------------------------ | ------------------------------------------ | ------------------------------------------ | ------------------------------------------ |
| 1.                                         | 17 november 2004                           | Italië – Finland                           | 1 – 0                                      | Vriendschappelijk                          |                                            |                                            |
| 2.                                         | 30 maart 2005                              | Italië – IJsland                           | 0 – 0                                      | Vriendschappelijk                          |                                            |                                            |
| 3.                                         | 8 juni 2005                                | Italië – Servië en Montenegro              | 1 – 1                                      | Vriendschappelijk                          |                                            |                                            |
| 4.                                         | 11 juni 2005                               | Ecuador – Italië                           | 1 – 1                                      | Vriendschappelijk                          |                                            |                                            |
| 5.                                         | 17 augustus 2005                           | Ierland – Italië                           | 1 – 2                                      | Vriendschappelijk                          |                                            |                                            |
| 6.                                         | 7 september 2005                           | Wit-Rusland – Italië                       | 1 – 4                                      | Kwalificatie WK 2006                       |                                            |                                            |
| 7.                                         | 16 november 2005                           | Ivoorkust – Italië                         | 1 – 1                                      | Vriendschappelijk                          |                                            |                                            |
| 8.                                         | 2 juni 2006                                | Italië – Oekraïne                          | 0 – 0                                      | Vriendschappelijk                          |                                            |                                            |
| 9.                                         | 26 juni 2006                               | Australië – Italië                         | 0 – 1                                      | WK 2006                                    |                                            |                                            |
| 10.                                        | 30 juni 2006                               | Italië – Oekraïne                          | 3 – 1                                      | WK 2006                                    |                                            |                                            |
| 11.                                        | 2 september 2006                           | Italië – Litouwen                          | 1 – 1                                      | Kwalificatie EK 2008                       |                                            |                                            |
| 12.                                        | 6 september 2006                           | Frankrijk – Italië                         | 3 – 1                                      | Kwalificatie EK 2008                       |                                            |                                            |
| 13.                                        | 15 november 2006                           | Italië – Turkije                           | 1 – 1                                      | Vriendschappelijk                          |                                            |                                            |
| 14.                                        | 2 juni 2007                                | Faeröer – Italië                           | 1 – 2                                      | Kwalificatie EK 2008                       |                                            |                                            |
| 15.                                        | 22 augustus 2007                           | Hongarije – Italië                         | 3 – 1                                      | Vriendschappelijk                          |                                            |                                            |
| 16.                                        | 8 september 2007                           | Italië – Frankrijk                         | 0 – 0                                      | Kwalificatie EK 2008                       |                                            |                                            |
| 17.                                        | 12 september 2007                          | Oekraïne – Italië                          | 1 – 2                                      | Kwalificatie EK 2008                       |                                            |                                            |
| 18.                                        | 13 oktober 2007                            | Italië – Georgië                           | 2 – 0                                      | Kwalificatie EK 2008                       |                                            |                                            |
| 19.                                        | 17 november 2007                           | Schotland – Italië                         | 1 – 2                                      | Kwalificatie EK 2008                       |                                            |                                            |
| 20.                                        | 6 februari 2008                            | Italië – Portugal                          | 3 – 1                                      | Vriendschappelijk                          |                                            |                                            |
| 21.                                        | 26 maart 2008                              | Spanje – Italië                            | 1 – 0                                      | Vriendschappelijk                          |                                            |                                            |
| 22.                                        | 30 mei 2008                                | Italië – België                            | 3 – 1                                      | Vriendschappelijk                          |                                            |                                            |
| 23.                                        | 9 juni 2008                                | Italië – Nederland                         | 0 – 3                                      | EK 2008                                    |                                            |                                            |
| Als speler bij VfL Wolfsburg               |                                            |                                            |                                            |                                            |                                            |                                            |
| 24.                                        | 20 augustus 2008                           | Oostenrijk – Italië                        | 2 – 2                                      | Vriendschappelijk                          |                                            |                                            |
| 25.                                        | 6 september 2008                           | Cyprus – Italië                            | 1 – 2                                      | Kwalificatie WK 2010                       |                                            |                                            |
| Als speler bij Juventus FC                 |                                            |                                            |                                            |                                            |                                            |                                            |
| 26.                                        | 7 oktober 2011                             | Servië – Italië                            | 1 – 1                                      | Kwalificatie EK 2012                       |                                            |                                            |
| 27.                                        | 11 oktober 2011                            | Italië – Noord-Ierland                     | 3 – 0                                      | Kwalificatie EK 2012                       |                                            |                                            |
| 28.                                        | 29 februari 2012                           | Italië – Verenigde Staten                  | 0 – 1                                      | Vriendschappelijk                          |                                            |                                            |
| 29.                                        | 1 juni 2012                                | Italië – Rusland                           | 0 – 3                                      | Vriendschappelijk                          |                                            |                                            |
| 30.                                        | 18 juni 2012                               | Italië – Ierland                           | 2 – 0                                      | EK 2012                                    |                                            |                                            |
| 31.                                        | 24 juni 2012                               | Engeland – Italië                          | 0 – 0                                      | EK 2012                                    |                                            |                                            |
| 32.                                        | 28 juni 2012                               | Duitsland – Italië                         | 1 – 2                                      | EK 2012                                    |                                            |                                            |
| 33.                                        | 1 juli 2012                                | Italië – Spanje                            | 0 – 4                                      | EK 2012                                    |                                            |                                            |
| 34.                                        | 7 september 2012                           | Bulgarije – Italië                         | 2 – 2                                      | Kwalificatie WK 2014                       |                                            |                                            |
| 35.                                        | 11 september 2012                          | Italië – Malta                             | 2 – 0                                      | Kwalificatie WK 2014                       |                                            |                                            |
| 36.                                        | 12 oktober 2012                            | Armenië – Italië                           | 1 – 3                                      | Kwalificatie WK 2014                       |                                            |                                            |
| 37.                                        | 16 oktober 2012                            | Italië – Denemarken                        | 3 – 1                                      | Kwalificatie WK 2014                       |                                            |                                            |
| 38.                                        | 14 november 2012                           | Italië – Frankrijk                         | 1 – 2                                      | Vriendschappelijk                          |                                            |                                            |
| 39.                                        | 6 februari 2013                            | Nederland – Italië                         | 1 – 1                                      | Vriendschappelijk                          |                                            |                                            |
| 40.                                        | 21 maart 2013                              | Brazilië – Italië                          | 2 – 2                                      | Vriendschappelijk                          |                                            |                                            |
| 41.                                        | 26 maart 2013                              | Malta – Italië                             | 0 – 2                                      | Kwalificatie WK 2014                       |                                            |                                            |
| 42.                                        | 7 juni 2013                                | Tsjechië – Italië                          | 0 – 0                                      | Kwalificatie WK 2014                       |                                            |                                            |
| 43.                                        | 16 juni 2013                               | Mexico – Italië                            | 1 – 2                                      | FIFA Confederations Cup                    |                                            |                                            |
| 44.                                        | 19 juni 2013                               | Japan – Italië                             | 3 – 4                                      | FIFA Confederations Cup                    |                                            |                                            |
| 45.                                        | 27 juni 2013                               | Italië – Spanje                            | 0 – 0                                      | FIFA Confederations Cup                    |                                            |                                            |
| 46.                                        | 15 november 2013                           | Italië – Duitsland                         | 1 – 1                                      | Vriendschappelijk                          |                                            |                                            |
| 47.                                        | 5 maart 2014                               | Spanje – Italië                            | 1 – 0                                      | Vriendschappelijk                          |                                            |                                            |
| 48.                                        | 14 juni 2014                               | Engeland – Italië                          | 1 – 2                                      | WK 2014                                    |                                            |                                            |
| 49.                                        | 20 juni 2014                               | Costa Rica – Italië                        | 1 – 0                                      | WK 2014                                    |                                            |                                            |
| 50.                                        | 24 juni 2014                               | Uruguay – Italië                           | 1 – 0                                      | WK 2014                                    |                                            |                                            |
| 51.                                        | 28 maart 2015                              | Bulgarije – Italië                         | 2 – 2                                      | Kwalificatie EK 2016                       |                                            |                                            |
| 52.                                        | 13 oktober 2015                            | Italië – Noorwegen                         | 2 – 1                                      | Kwalificatie EK 2016                       |                                            |                                            |
| 53.                                        | 13 november 2015                           | België – Italië                            | 3 – 1                                      | Vriendschappelijk                          |                                            |                                            |
| 54.                                        | 17 november 2015                           | Italië – Roemenië                          | 2 – 2                                      | Vriendschappelijk                          |                                            |                                            |
| 55.                                        | 29 mei 2016                                | Italië – Schotland                         | 1 – 0                                      | Vriendschappelijk                          |                                            |                                            |
| 56.                                        | 6 juni 2016                                | Italië – Finland                           | 2 – 0                                      | Vriendschappelijk                          |                                            |                                            |
| 57.                                        | 13 juni 2016                               | België – Italië                            | 0 – 2                                      | EK 2016                                    |                                            |                                            |
| 58.                                        | 17 juni 2016                               | Italië – Zweden                            | 1 – 0                                      | EK 2016                                    |                                            |                                            |
| 59.                                        | 22 juni 2016                               | Italië – Ierland                           | 0 – 1                                      | EK 2016                                    |                                            |                                            |
| 60.                                        | 27 juni 2016                               | Italië – Spanje                            | 2 – 0                                      | EK 2016                                    |                                            |                                            |
| 61.                                        | 2 juli 2016                                | Duitsland – Italië                         | 1 – 1 (6 – 5 n.s.)                         | EK 2016                                    |                                            |                                            |
| 62.                                        | 1 september 2016                           | Italië – Frankrijk                         | 1 – 3                                      | Vriendschappelijk                          |                                            |                                            |
| 63.                                        | 5 september 2016                           | Israël – Italië                            | 1 – 3                                      | Kwalificatie WK 2018                       |                                            |                                            |
| 64.                                        | 6 oktober 2016                             | Italië – Spanje                            | 1 – 1                                      | Kwalificatie WK 2018                       |                                            |                                            |
| 65.                                        | 9 oktober 2016                             | Macedonië – Italië                         | 2 – 3                                      | Kwalificatie WK 2018                       |                                            |                                            |
| 66.                                        | 24 maart 2017                              | Italië – Albanië                           | 2 – 0                                      | Kwalificatie WK 2018                       |                                            |                                            |
| 67.                                        | 7 juni 2017                                | Italië – Uruguay                           | 3 – 0                                      | Vriendschappelijk                          |                                            |                                            |
| 68.                                        | 11 juni 2017                               | Italië – Liechtenstein                     | 5 – 0                                      | Kwalificatie WK 2018                       |                                            |                                            |
| 69.                                        | 2 september 2017                           | Spanje – Italië                            | 2 – 0                                      | Kwalificatie WK 2018                       |                                            |                                            |
| 70.                                        | 5 september 2017                           | Italië – Israël                            | 1 – 0                                      | Kwalificatie WK 2018                       |                                            |                                            |
| 71.                                        | 6 oktober 2017                             | Italië – Macedonië                         | 1 – 1                                      | Kwalificatie WK 2018                       |                                            |                                            |
| 72.                                        | 10 november 2017                           | Zweden – Italië                            | 1 – 0                                      | Kwalificatie WK 2018                       |                                            |                                            |
| 73.                                        | 13 november 2017                           | Italië – Zweden                            | 0 – 0                                      | Kwalificatie WK 2018                       |                                            |                                            |

## Erelijst
| Competitie                    |               |                                                                        |               |               |
| Competitie                    | Aantal        | Jaren                                                                  |               |               |
| VfL Wolfsburg                 | VfL Wolfsburg | VfL Wolfsburg                                                          | VfL Wolfsburg | VfL Wolfsburg |
| ----------------------------- | ------------- | ---------------------------------------------------------------------- | ------------- | ------------- |
| Kampioen Bundesliga           | 1×            | 2008/09                                                                |               |               |
| Juventus                      |               |                                                                        |               |               |
| Kampioen Serie A              | 8×            | 2011/12, 2012/13, 2013/14, 2014/15, 2015/16, 2016/17, 2017/18, 2018/19 |               |               |
| Coppa Italia                  | 4×            | 2014/15, 2015/16, 2016/17, 2017/18                                     |               |               |
| Supercoppa                    | 3×            | 2012, 2013, 2015                                                       |               |               |
| Italië                        |               |                                                                        |               |               |
| Wereldkampioen voetbal        | 1×            | 2006                                                                   |               |               |
| Italië -21                    |               |                                                                        |               |               |
| Europees kampioen voetbal -21 | 1×            | 2004                                                                   |               |               |